# Inzenhof (Lauterhofen)
Inzenhof ist ein Gemeindeteil des Marktes Lauterhofen im Landkreis Neumarkt in der Oberpfalz. Es handelt sich um eine Einöde mit einem Haus.

## Geschichte
Am 1. Juli 1972 wurden Brunn mit Fischermühle, Hadermühle, Hansmühle, Inzenhof, Marbertshofen, Niesaß und Schweibach nach Lauterhofen eingemeindet, während Bärnhof, Brünnthal und Mennersberg nach Kastl eingemeindet wurden.

## Denkmäler
Denkmäler sind eine Kapelle der heiligen Dreifaltigkeit aus dem Jahre 1869 und ein Steinkreuz.
Kirchlich gehört Inzenhof zur Pfarrei Lauterhofen im Dekanat Habsberg.